# Stanley Miller
Stanley Lloyd Miller (Oakland, 7 marzo 1930 – National City, 20 maggio 2007) è stato un biochimico statunitense.
È noto per i suoi studi nel campo dell'origine della vita, e in modo particolare per l'esperimento di Miller-Urey che dimostrò che dei composti organici possono essere creati da processi chimici abbastanza semplici a partire da sostanze inorganiche. Per svolgere l'esperimento, Miller ricreò le condizioni ambientali che si supponeva esistessero al tempo della Terra primordiale.

## Vita e carriera
Stanley Miller studiò all'Università di Berkeley, conseguendo il bachelor nel 1951, e all'Università di Chicago dove conseguì il Ph.D. in chimica nel 1954. A Chicago fu allievo di Harold Urey.
Miller continuò le sue ricerche presso il California Institute of Technology (1954–1955) e quindi passò al dipartimento di biochimica della Columbia University a New York, dove lavorò per i successivi cinque anni. Tornò poi in California dove divenne assistant professor (1960–1962), associate professor (1962–1968), e quindi professore di chimica all'Università della California a San Diego (dal 1968).
Lavorò nel campo dell'origine della vita (è considerato un pioniere nel campo dell'esobiologia), della presenza in natura dei clatrati idrati e dei meccanismi generali dell'anestesia. Fu membro della National Academy of Science e ricevette la Oparin Medal per i suoi importanti contributi nel campo dell'origine della vita. Nel 1828 Friedrich Wöhler aveva sintetizzato l'urea, che è una molecola organica e che precedentemente si pensava potesse essere prodotta solo da organismi viventi. L'esperimento di Miller-Urey andò oltre mostrando che delle biomolecole di base possono formarsi attraverso semplici processi fisici. Negli anni 1950 Urey presumeva che l'atmosfera della Terra primordiale fosse simile a quella presente oggi su Giove, cioè ricca di ammoniaca, metano e idrogeno. Miller, lavorando nel suo laboratorio all'Università di Chicago, dimostrò che tali composti, se sottoposti a una sorgente di energia come, per esempio, una scarica elettrica, possono reagire con l'acqua per produrre gli amminoacidi essenziali per la formazione della materia vivente: idee simili erano state avanzate dal chimico russo Aleksandr Oparin e dallo scienziato britannico J.B.S. Haldane fin dagli anni '20. Miller riconobbe fondate alcune obiezioni all'ipotesi che l'atmosfera primordiale potesse essere riducente tanto quanto assumevano lui e Urey.
Nel 2008 altri ricercatori ripresero gli studi di Miller usando attrezzature più moderne e sensibili. Gli esperimenti includevano simulazioni precedentemente non fatte, ad esempio con i gas rilasciati durante esplosioni vulcaniche. Le analisi successìve individuarono la presenza di ulteriori amminoacidi e di altre sostanze di interesse.